# 三鄉車站 (愛知縣)
三鄉車站（日语：／ Sangō eki */?）是位於愛知縣尾張旭市三鄉町，屬於名鐵瀨戶線的鐵路車站。此站是最接近愛知縣森林公園的車站。

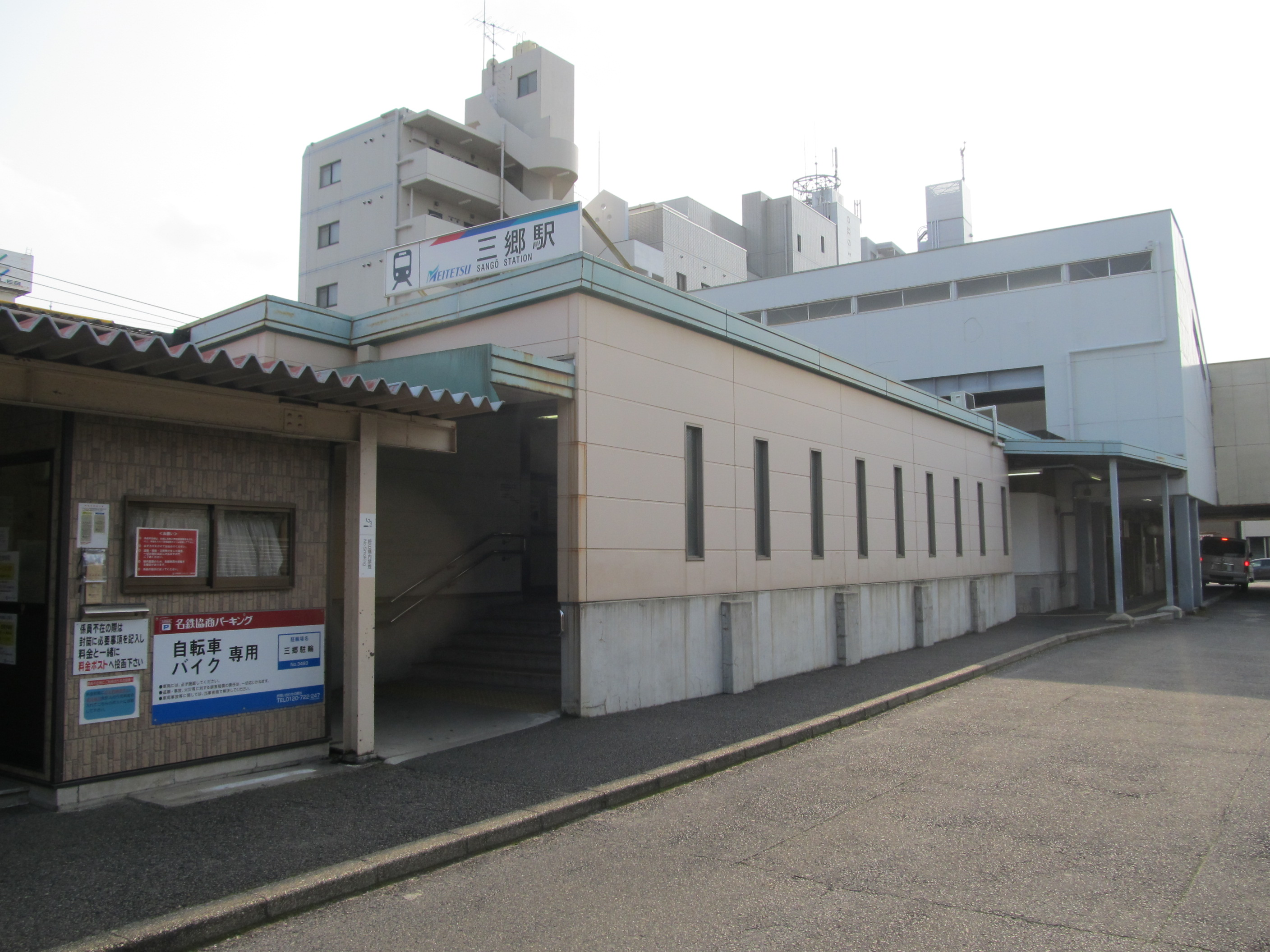
東口（2015年3月）

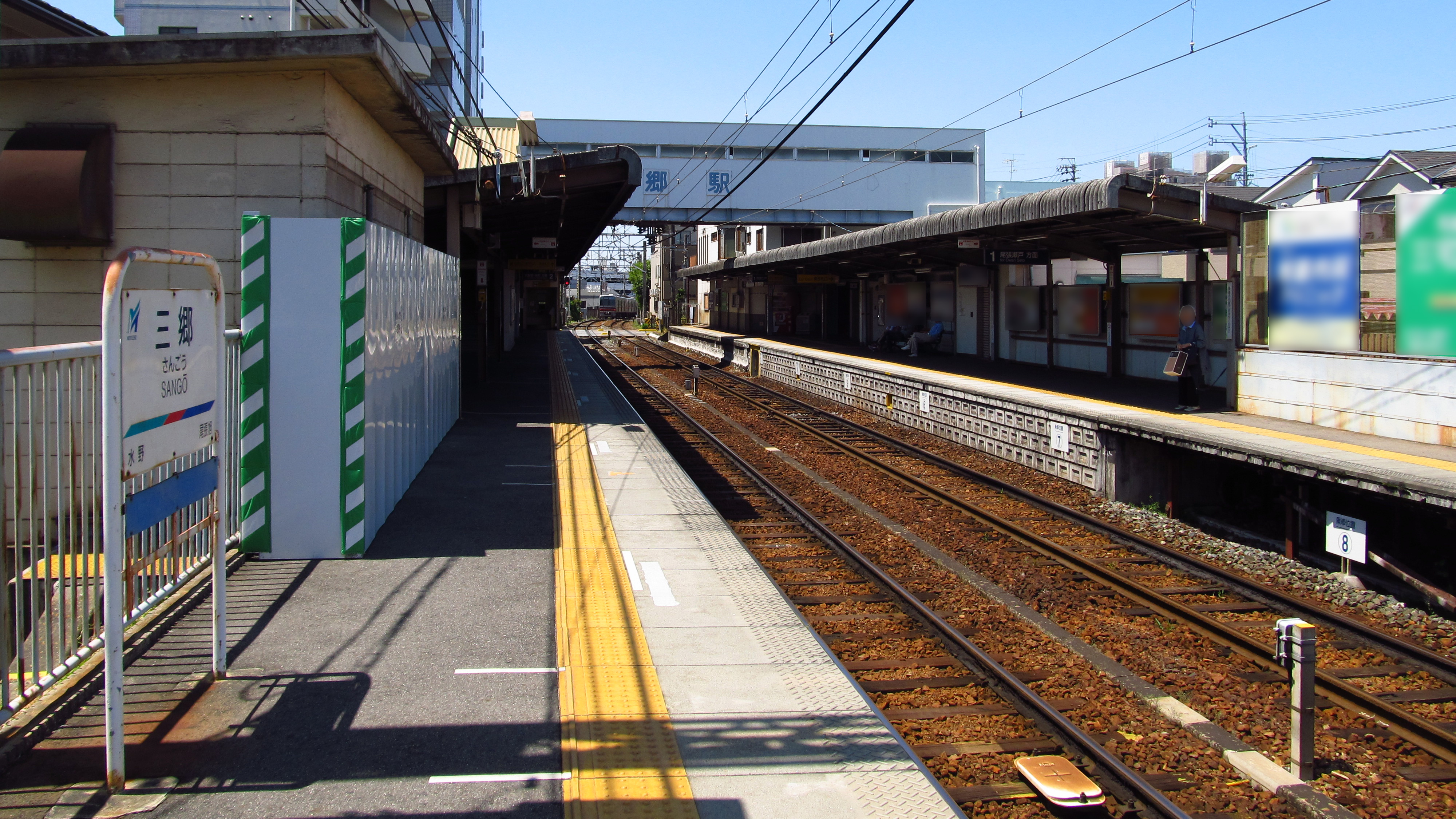
月台（2015年5月）

## 車站結構
此站為對向式月台2面2線的地面車站。

### 月台配置
| 月台 | 路線   | 方向 | 目的地           |
| ---- | ------ | ---- | ---------------- |
| 1    | 瀨戶線 | 下行 | 尾張瀨戶方向     |
| 2    | 瀨戶線 | 上行 | 大曾根、榮町方向 |

| ← 尾張瀨戶方向  | 三鄉站 構內配線略圖 | → 大曾根、 榮町方向 |
| 图例 参考文献： |                     |                     |

## 利用状況
「尾張旭市的統計」車站一日平均上下車人次數。
- 2003年度 9,708人
- 2004年度 9,715人
- 2005年度 9,808人
- 2006年度 9,574人
- 2007年度 9,674人
- 2008年度 9,914人
- 2009年度 9,605人

## 相鄰車站
名古屋鐵道
 瀨戶線
■急行、■準急、■普通
尾張旭（ST15）－三鄉（ST16）－水野（ST17）

## 外部連結
- 三鄉 - 名古屋鐵道